# 중부주 (솔로몬 제도)
중부주(Central Province)는 솔로몬 제도 중부에 위치한 주로, 러셀 제도와 플로리다 제도, 사보섬을 포함한다. 주도는 툴라기섬이며 면적은 615km2, 인구는 21,577명(1999년 기준)이다.